# 女装クラブ
女装クラブ（じょそうクラブ）は、女装したい男性（以下「女装者」と称す）のために衣装の販売・レンタルや化粧を行ったり、女装者同士や女装者に興味を持つ男性の交流場を提供することを目的とするクラブのこと。多くの場合女装用品を保管するためのロッカー等のレンタルも行っている。
なお、女装クラブには大きく分けて、
- 女装グッズの販売や女装者同士の交流のみを目的とするもの（エリザベス会館等）
- 女装者と女装者に興味のある男性の交流を目的とするもの

の2種類があり、特に前者では性的なサービス等は一切行われないのが普通である。

## 背景
日本においては、女性が男装することは社会的に認知されているのに対し、男性が女装することに対しては否定的な見解を持つ者が多く、特に男性が女装した状態で外出することについては変質者扱いされ、警察の職務質問の対象となったりすることが多いほか、コスプレ系イベントでも「男性の女装はお断り」としているイベントが少なくない。このため、女装者同士や女装に興味のある男性が実際に会って交流を持つことは（特にパソコン通信・インターネットの普及以前は）極めて難しかった。
また同様の理由から、男性が単独で小売店の店頭で女性用の衣装（特に下着類）や女性用化粧品を購入することは難しい、女性向けのメイク技術を習得する場がないなど、女装者特有の困難な問題がいくつも存在する。
さらに家族と同居している男性の場合、仮に何らかの方法で女装用品を揃えたとしても、多くの場合自らの女装趣味を家族に打ち明けることが困難であることから、自宅以外に女装用品を保管しておく場所を確保する必要があるが、個人でそのような場所を確保することは多くの場合コスト面で難しい。
このような問題の存在に対し、完全ではないまでも一定の解決策を提供することを目指したのが女装クラブである。

## 歴史
演劇研究会と富貴クラブ
女装クラブの走りは、1955年に発足した「演劇研究会」という名のアマチュア女装サークルであると言われる（1958年に解散）。1959年には「演劇研究会」を母体とし「富貴クラブ」という秘密クラブが結成される。同クラブでは会員向けに「会員の部屋」と呼ばれる女装の支度用の部屋を用意しており、これが現在に至る女装クラブの原型になったのではないかと見られる。
「富貴クラブ」は1970年代に自然消滅したと言われているが、現存する資料がほとんどなく詳細は不明であるものの、三橋順子「日本女装昔話」第4回に「富貴クラブ」は1990年に解散したとの記述がある。
エリザベス会館とくいーん
1979年には女性用下着の卸売りをしていたアント商事が東京都内に「エリザベス会館」を開設。これ以前の女装クラブがあくまで仲間内のサークルの域を出なかったのに対し、営利目的で運営される初の女装クラブとして成人向け雑誌へ広告を出すなどの展開が功を奏して人気を博し、その後名古屋・大阪にも店舗を構えるに至った（なお運営母体の企業はそれぞれ異なる）。エリザベスは1980年に女装者の交流の場として女装雑誌『くいーん』を創刊するなど（2003年に廃刊）、現在に至るまで日本の女装クラブの中心的存在となっている。
これから派生した女装同好会組織として、新宿のチェンジなどがある。また、女性がオーナーを務める店舗として、大阪のSwitchや東京秋葉原のMilky（ミルキー）、横浜のアルテミス、愛知のクレオメなどが存在し、新宿三丁目駅付近には女装者向けに着替え場所を用意するスナックが多数ある。最近になりタレントやマスメディア、ドラマ等が頻繁に取り上げたこともあり、女装愛好者が急速に増えつつある。

## 女装コミュニティの種類
女装スナック、女装バー

女装ルーム
女装や女装に理解のある人が集まる店舗や施設の一部を借り切ったもの。エリザベス会館などもこれに該当する。
女装サロン
女装メイクやコーデを有料で教える、またはメイクや着付けなど美容サロンのようなサービスを行うもの。アルテミスやクレオメなどはこれに該当する。
女装イベント

その他
女装オフ会など。